# ジャンボボール
ジャンボボールは、かつて石川県金沢市泉本町に開設していたボウリング場。
北陸鉄道が運営していたが、2018年（平成30年）3月31日で営業を終了した。

## 概要
1970年（昭和45年）にオープンしたボウリング場で、閉鎖した2018年時点で営業開始から48周年を迎えていた。全48レーンオートスコアラー（内24レーンバンパーレーン）完備。ファールラインセンサーが設置されている。レーン材はアンビレーン（プロレーン）で、ピンセッターはAMF製である。全国ボウリング公認競技場協議会認定ボウリング場である。なお、ボウリング場は2階にあり、1階はミーティングルーム4室と屋内駐車場となっている。週3、4日間隔でさまざまなスポンサー大会を開催し、所属プロボウラーによるボウリングレッスンが行われている。そのほか、夏季にボウリングセッターの見学イベントや金沢スカイホテルとのコラボレーションによるボウリング1ゲーム付きのビアバイキングイベントなどを開催していた。
1991年（平成3年）には第46回石川国体でボウリング競技の会場、2013年10月には第46回全日本新人ボウリング選手権大会の会場となった。
2017年（平成29年）4月13日、北陸鉄道はジャンボボールの営業を2018年（平成30年）3月31日、隣接するゴルフ練習場ジャンボゴルフガーデンの営業を同年11月30日に終了することを発表した。また、建物は解体し跡地を再開発する計画があるともした（詳細は後述）。

## 所在地
- 石川県金沢市泉本町7丁目7番地[1]
  - 北陸鉄道石川線西泉駅に隣接、石川県道146号金沢停車場南線に面する。

## 沿革
- 1970年（昭和45年）9月15日 - ジャンボボール営業開始。
- 時期不明 - レーン数を72レーンから48レーンに縮小する[要出典]。
- 1991年（平成3年） - 第46回石川国体開催、ボウリング競技の会場となる[3]。
- 時期不明 - 北陸初の最新コンピュータースコアシステムを導入[要出典]。
  - 10月12日 - 10月13日 - 第46回全日本新人ボウリング選手権大会開催。会場となる。
- 2018年（平成30年）3月31日 - ジャンボボールの営業を終了[1][4][5]。

## 開催していた大会一覧
原則として昼と夜、2回行われる。MRO杯争奪戦のみ昼、JBスタッフチャレンジマッチのみ夜に行われる。友の会記録会、クラス別大会は友の会会員のみの参加制限がある。これに月1回以上参加し、かつその大会で男子180ピン以上、女子165ピン以上の平均スコアを出すと、マンスリーチャンピオン大会の参加権を獲得できる。
- 友の会記録会
- 友の会クラス別大会
- キリンビバレッジ杯争奪戦
- コカコーラ杯争奪戦
- ペプシコーラ杯争奪戦
- ポッカサッポロ杯争奪戦
- 北陸鉄道社長杯争奪戦
- あすなろツアー杯争奪戦(スポンサーは北鉄航空)
- めいてつ・エムザ杯争奪戦
- 環境開発杯争奪戦(スポンサーは環境開発株式会社)
- MRO杯争奪戦
- 品川ハイネン杯プロチャレンジマッチ(スポンサーはひまわりガスグループの品川ハイネン株式会社。ジャンボボール所属プロボウラーとのチャレンジマッチ大会となる。)
- JBスタッフチャレンジマッチ(ジャンボボールスタッフ2人とのタッグマッチ大会。参加する際は2人のタッグチームを組む必要がある。スタッフはプロ問わずランダムに選出される。)
- マンスリーチャンピオン大会

## 跡地の再開発
当初、ジャンボボールの跡地は北陸鉄道が北陸ミサワホームとミサワホームに依頼して再開発を予定していたが、2018年に関係が白紙となった。その後、大和ハウス工業主導で再開発が進められることに変更された。
跡地は2021年（令和3年）に、スーパーマーケットの大阪屋ショップが中核となる複合商業施設「コレクトパーク金沢」として開業した。土地は北陸鉄道が引き続き所有、MULプロパティ（当時、現在の三菱HCキャピタルプロパティ）が施設運営を行っている。「コレクトパーク金沢」は大阪屋ショップ・スギ薬局など合計8テナントで構成されている（開業時点）。